# Capilla de Santa Helena
La Capilla de Santa Helena Es una iglesia armenia del siglo XII en el nivel inferior de la Iglesia del Santo Sepulcro en Jerusalén. En el sureste de la capilla hay una silla que tenía fama de ser un asiento que era usado por Santa Elena, madre del emperador Constantino, cuando fue en busca de la Vera Cruz. Hay dos ábsides en la iglesia, dedicados uno a Santa Elena y el otro a Dimas, el ladrón arrepentido en la cruz. La capilla está adornada con modestia en la memoria de la simplicidad de Santa Helena.

## Galleria

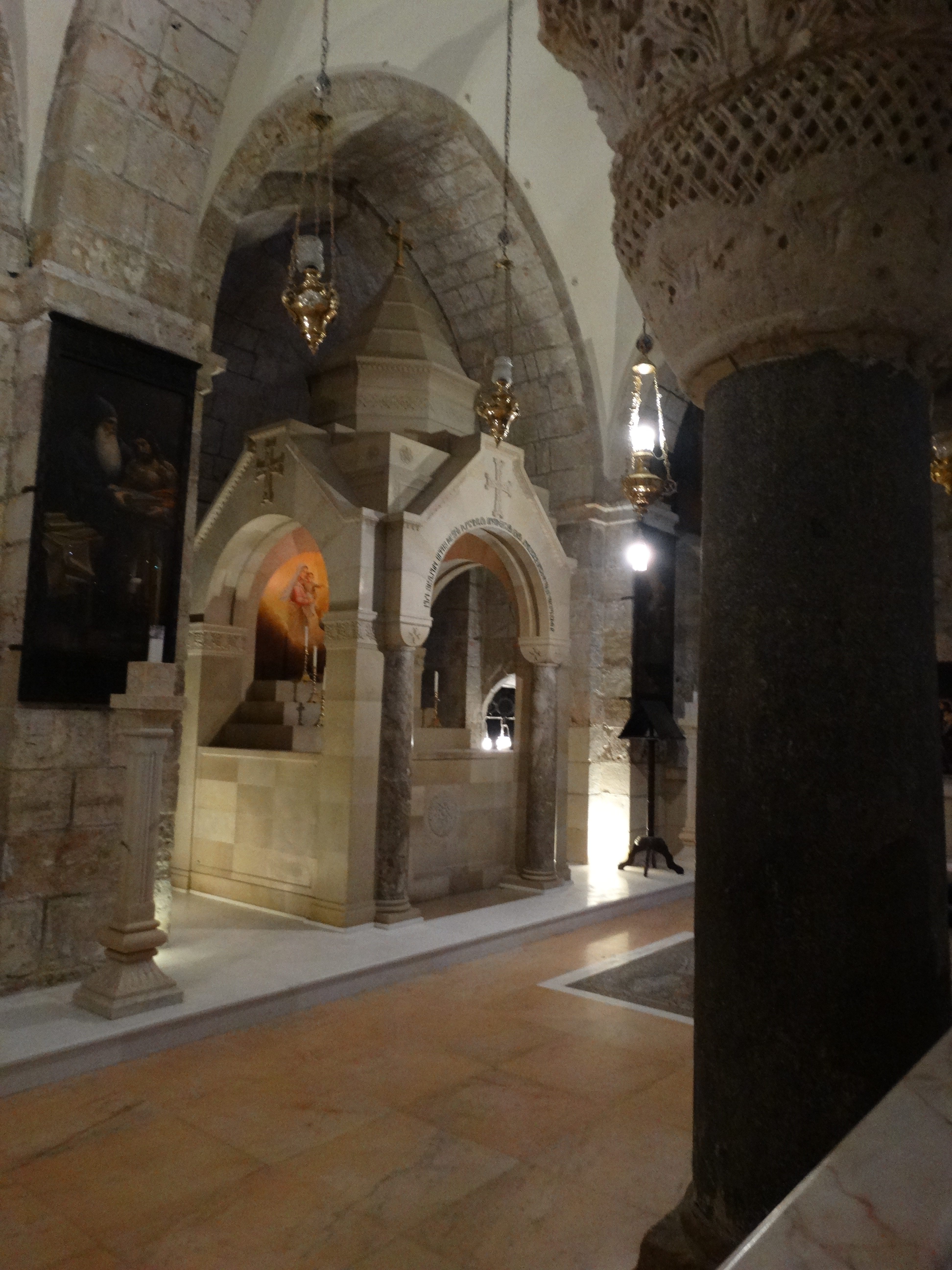
Altar in the Chapel of Saint Helena
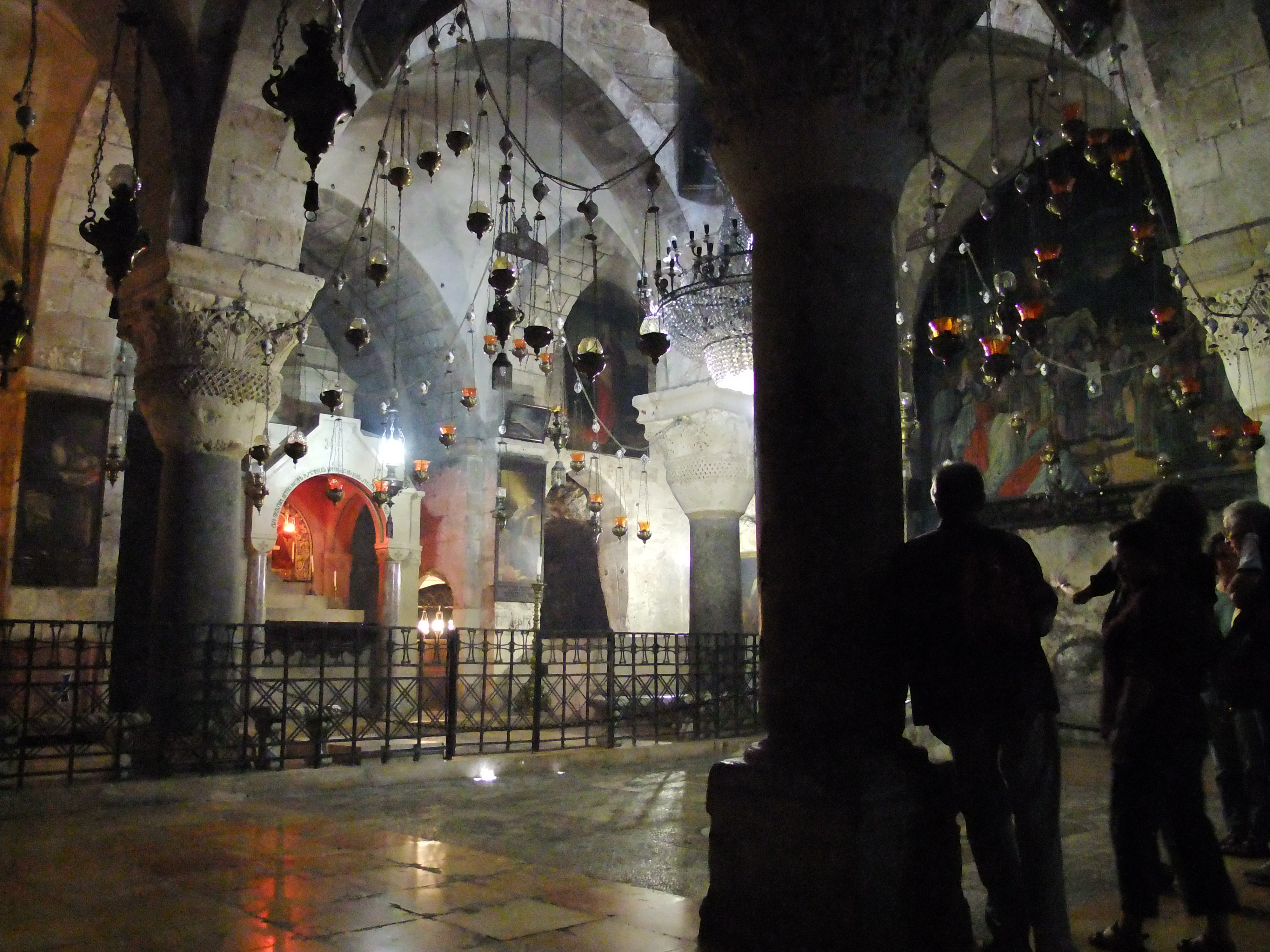
View of the chapel from the right side
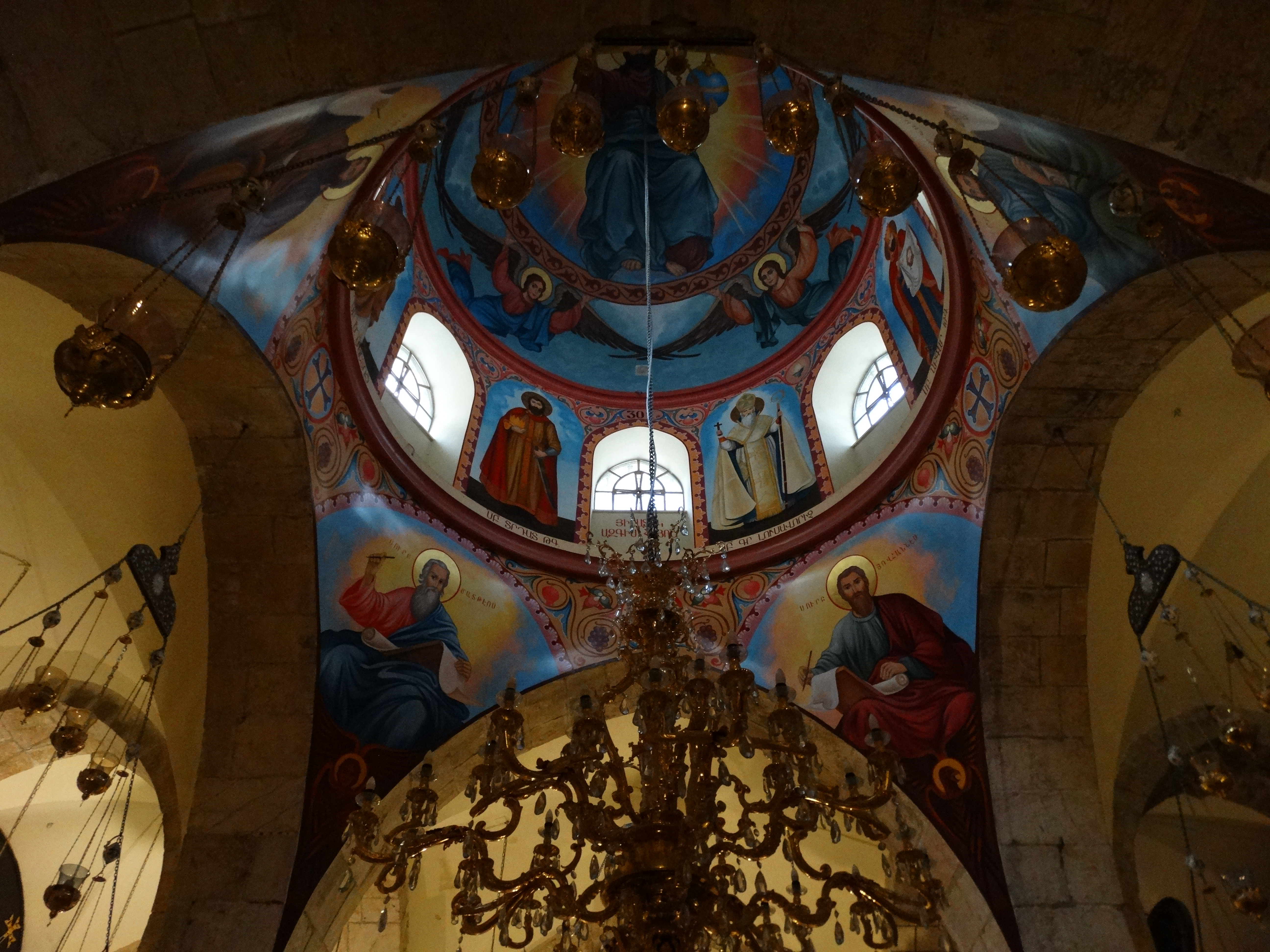
Painting under the dome
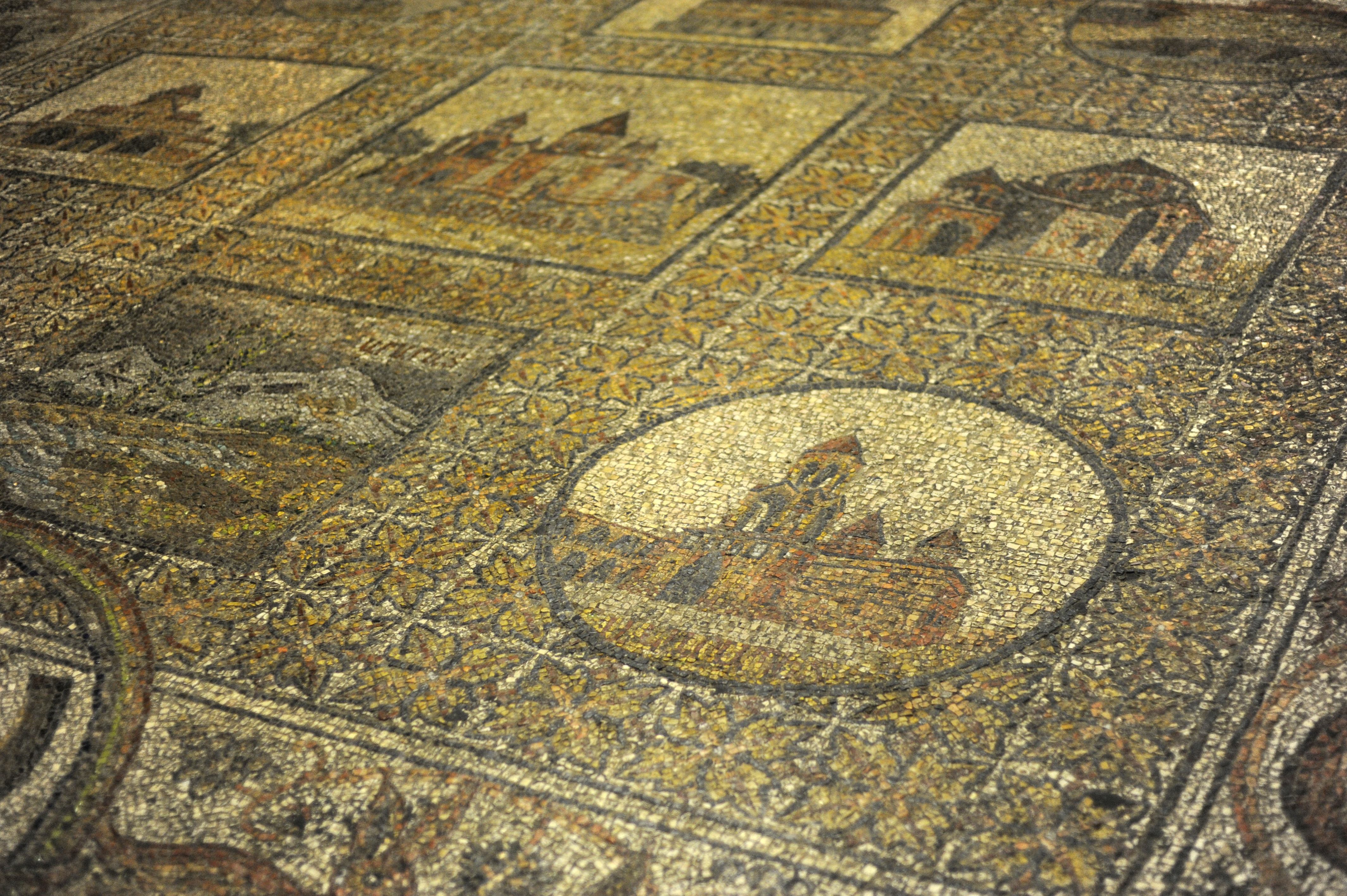
Floor mosaic